# Episodi di Caccia al ladro (serie televisiva)
La prima stagione della serie TV Caccia al ladro è stata trasmessa dal 2 ottobre 2019 al 4 dicembre dello stesso anno sul canale Paramount Network..
In Italia la serie è stata trasmessa dal 31 luglio 2019 al 28 agosto dello stesso anno sul canale Paramount Network..
| nº | Titolo originale                   | Titolo italiano       | Pubblicazione Argentina | Pubblicazione Italia |
| -- | ---------------------------------- | --------------------- | ----------------------- | -------------------- |
| 1  | El Gato                            | Il gatto              | 2 ottobre 2019          | 31 luglio 2019       |
| 2  | Flashback                          | Flashback             | 9 ottobre 2019          | 31 luglio 2019       |
| 3  | Los amigos son amigos              | I veri amici          | 16 ottobre 2019         | 7 agosto 2019        |
| 4  | Como dos extraños                  | Come due estranei     | 23 ottobre 2019         | 7 agosto 2019        |
| 5  | Ladrón que roba a ladrón           | La Lacrima di Zahara  | 30 ottobre 2019         | 14 agosto 2019       |
| 6  | Gato por liebre                    | Gatto per lepre       | 6 novembre 2019         | 14 agosto 2019       |
| 7  | Caminando por el lado salvaje      | Piani criminali       | 13 novembre 2019        | 21 agosto 2019       |
| 8  | El amor después del amor           | Il vero gatto         | 20 novembre 2019        | 21 agosto 2019       |
| 9  | Sangre de mi sangre                | Sangue del mio sangue | 27 novembre 2019        | 28 agosto 2019       |
| 10 | La mejor pareja para un buen tango | Caso chiuso           | 4 dicembre 2019         | 28 agosto 2019       |